# El Pibe Cabeza
 El Pibe Cabeza (Colón, provincia de Buenos Aires, Argentina, 9 de junio de  1910 – Buenos Aires, Argentina, 9 de febrero de 1937 ) cuyo verdadero nombre era Rogelio Gordillo fue un delincuente dedicado al robo mediante asaltos en la década de 1930.

## Primeros años
Era hijo de los chacareros Segundo Gordillo y Gregoria Lagarde, Lagrada o Laparda, según las fuentes, y tenía seis hermanos. Al morir su padre la familia se fue a vivir a General Pico, actualmente provincia de La Pampa donde desde los 16 años trabajó como peluquero. A los 18 tenía un romance con una joven de 15 y como la madre de esta se oponía a la relación la asesinó de dos tiros. Los jóvenes se fugaron a una chacra, donde lo detuvieron y lo condenaron a 2 años de cárcel, y cuando salió en 1930 la muchacha ya se había casado con un productor pampeano.

## Delitos posteriores
En el presidio conoció a varios delincuentes y al salir se fue a vivir a Rosario y junto a su principal socio, y lugarteniente, Antonio Caprioli, alias El Vivo, comenzaron a realizar algunos robos menores en la zona. Más adelante compraron dos autos, pistolas y ametralladoras Thompson —como las que se ven en los filmes de pistoleros de la época de la Gran Depresión— y salieron a cometer los primeros asaltos del tipo comando realizados en la Argentina, en el mismo Rosario y en otras ciudades de la provincia como Armstrong, Casilda, Los Molinos, Venado Tuerto: en Villa María en la provincia de Córdoba y en localidades de la provincia de Buenos Aires.

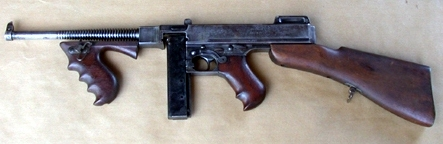
Subfusil Thompson modelo de 1921

A fines de 1932 fue detenido cuando intentaba un asalto en Rosario y se lo condenó a 2 años de prisión. En 1935 salió por última vez de la cárcel y viajó a La Pampa donde hace una serie de asaltos de importancia.
Gordillo pasó a la historia por ser el asaltante que diseñó una estrategia criminal hasta ese momento desconocida en el país: una banda que actuaba con sincronización, se movilizaba en autos modernos, utilizaba ametralladoras, escapaba rápidamente por rutas estudiadas de antemano y variaba el lugar del golpe siguiente. Siempre, en todos sus robos, iba vestido con un impecable traje oscuro y peinado “a la gomina”.
Las armas le daban a la banda gran superioridad sobre  los policías, su accionar era extremadamente violento, y no dudaban en matar a quienes les opusieran resistencia. Gordillo, que ya era conocido por su apodo de "el Pibe Cabeza", operaba con Caprioli y con Florián "El Nene" Martínez, entre otros delincuentes. 
El 7 de enero de 1937 asaltaron turistas en la ruta Rosario-Córdoba y se produjo la primera baja de la banda, al ser muerto Pedro Ferrari. Ese mes en Rosario, la banda robó una famosa joyería y se llevó lingotes de oro, alhajas y 1500 pesos en efectivo. El auto en el que escapaban atropelló al canillita Ubelindo González, de 12 años, quien sufrió lesiones leves. El Pibe Cabeza bajó del auto y le dio unos pesos al chico, y cuando se aprestaba a seguir viaje se aproximó el cabo Santo Contreras y llevando del brazo al chico les dijo que tenían que ir al hospital y de ahí a la comisaría. La banda lo encañonó y se llevó a los dos en el auto. Más adelante, alrededor de las 6 del día 22, se les detuvo el vehículo por problemas mecánicos. Una pareja que se paró a ayudarlos fue también secuestrada, todos pasaron al nuevo vehículo y más adelante el hombre y el canillita fueron abandonados. El cabo Contreras fue asesinado, y a la mujer la liberaron a los dos días.
La banda se dividió en la ciudad de Junín: Gordillo quería ir a Buenos Aires y el resto se negaba, de modo que sólo lo acompañó Caprioli.

## Su muerte
El martes de Carnaval del 9 de febrero de 1937 fueron a una casa de la calle Artigas, en el barrio de Mataderos, donde vivía María Romano, una joven de 19 años que esperaba una hija de Gordillo. Por la noche los dos hombres salieron a pasear por las calles repletas de murgas y gente disfrazada festejando el Carnaval. La policía vigilaba la casa alertada por un dato confidencial y los siguió hasta que se produjo un tiroteo. El Pibe Cabeza se parapetó detrás de un árbol y disparó con dos pistolas mientras Caprioli escapó y subió a un colectivo pese a estar herido. La policía se colocó tras un patrullero y Gordillo recibió varios balazos hasta que un tiro en el pecho del oficial Antequeda lo mató en el acto. 

## Su vida en el cine
El director Leopoldo Torre Nilsson realizó según su propio guion escrito en colaboración con Luis Pico Estrada y Beatriz Guido sobre un argumento de Julio César Vázquez el filme El Pibe Cabeza narrando la vida del mismo que se estrenó el 17 de abril de 1975 y  tuvo como actores principales a Alfredo Alcón, José Slavin, Edgardo Suárez y Raúl Lavié.

## Cadáver
Su cabeza se halla conservada en un recipiente con formol en el Museo Forense de la Morgue Judicial.[cita requerida]